# Ferdinando Albertolli
Ferdinando Albertolli ou Ferdinand Abertolli est un architecte, décorateur et graveur né le 11 novembre 1781 à Bedano en Suisse et mort le 24 juin 1844 à Milan, dans le royaume de Lombardie-Vénétie.

## Biographie
Ferdinando Albertolli (ou Ferdinand Abertolli) naît à Bedano en 1781 le 11 novembre 1781.
Il est l'un des fondateurs de l'ornementation italienne moderne, ayant façonné des gravures, des autels et des édifices de style néoclassique.
Il étudie à l'académie de Milan, puis devient professeur à Vérone, Venise et Milan.
Il est le neveu de Giocondo Albertolli et le cousin de Raffaele Albertolli.
Il meurt à Milan le 24 juin 1844.